# Agrypon striatum
Agrypon striatum är en stekelart som beskrevs av Wang 1988. Agrypon striatum ingår i släktet Agrypon och familjen brokparasitsteklar. Inga underarter finns listade i Catalogue of Life.